# Morphospezies
Mit Morphospezies oder Morphospecies (Kunstwort aus griech. μορφή „Gestalt, Form“ und lat. species „Art“) wird in der Biologie eine Gesamtheit von Individuen bezeichnet, die in wesentlichen Merkmalen des Körperbaus übereinstimmt und sich anhand dieser Merkmale von allen anderen derartigen Gesamtheiten unterscheiden lässt. Eine Definition liefert Arthur Cronquist: „Arten sind die kleinsten Gruppen, die durchweg und andauernd (von anderen Gruppen) verschieden sind und mit den üblichen Mitteln (von anderen Gruppen) unterschieden werden können.“
Üblicherweise wird in der Biologie eine Art als eine Fortpflanzungsgemeinschaft definiert, deren Individuen untereinander frei kreuzbar sind, fertile Nachkommen haben und die von den Angehörigen anderer Populationen reproduktiv isoliert sind. Diese Biospezies-Definition ist jedoch nicht auf Lebewesen anwendbar, die nur fossil überliefert sind oder die sich nur asexuell oder parthenogenetisch fortpflanzen. Daher werden Arten in diesen Bereichen fast ausschließlich als Morphospezies definiert.
Streng genommen ist aber auch die überwältigende Mehrzahl der rezenten Arten mit sexueller Fortpflanzung bisher nur als Morphospezies definiert, da diese Arten meist nur anhand einer kleineren oder größeren Zahl von Belegen in diversen naturkundlichen Museen  beschrieben wurden. Das trifft vor allem auf die Arten in den Tropen zu, aber auch auf einen erheblichen Teil der Flora und Fauna Mitteleuropas.
Es gibt aber auch Fälle, bei denen innerhalb einer morphologisch definierten Art Kreuzungsbarrieren vorliegen, ohne dass deswegen mehrere Arten unterschieden würden. Das trifft beispielsweise auf viele heimische Pflanzenarten zu, von denen mehrere Chromosomenrassen unterschiedlicher Ploidiestufen bekannt sind. Zwischen diesen kann eine Hybridisierung nur sterile Nachkommen ergeben. Zu nennen ist hier etwa das Ungleichblättrige Labkraut (Galium anisophyllon, 2n = 22, 44, 66, 88, 110) oder die Wiesen-Glockenblume (Campanula patula, 2n = 20, 40).